# フリップカート
フリップカート (Flipkart) はインドのバンガロールに本社を置く電子商取引企業。2007年の10月にサチン・バンサルとビニー・バンサル(親族関係はなし)によって設立された。フリップカートは「DigiFlip」という名でタブレット、USB、ノートパソコンバッグなどの自社製品を販売している。同社のサービスは主にAmazonのインド子会社と国内ライバルのスナップディールと競合関係にある。2017年時点でフリップカートはインドの電子商取引業で39.5%の市場シェアを得ている。フリップカートはアパレルの販売において著しく支配的であり(その地位はMyntraとJabong.comの買収によって強化された)、エレクトロニクスと携帯電話の販売においてAmazonと「互角」であると表現されている。
フリップカートはまた統合決済サービス(UPI)をベースとした独自のモバイル決済サービス「PhonePe」を所有している。
2018年5月、アメリカに拠点を置く小売チェーンのウォルマートが規制当局の承認を得て160億米ドルでフリップカート株77%を買い取り経営権を取得する意向を発表した。この取引が完了したことが2018年8月18日に発表された。

## 歴史
フリップカートは2007年にインド工科大学デリー校の同窓生だったサチン・バンサルとビニー・バンサルによって設立された。彼らはAmazon.comで勤務し、その後2007年10月に「Flipkart Online Services Pvt. Ltd」を創業した。同社が最初に販売した商品は『Leaving Microsoft To Change The World』という本でハイデラバードの顧客に販売された。フリップカートは現在3万3000人以上を雇用している。
2011年の10月と11月にフリップカートはウェブサイト「Mime360.com」 と「Chakpak.com」を買収した。その後2012年2月に新たにデジタル音楽ストア「Flyte」を公開した。iTunesとAmazon.comと同様の合法的な音楽ダウンロードサービスである「Flyte」は、DRMフリーのMP3をダウンロード販売を行った。しかし、無料の音楽ストリーミングサイトの出現により有料の音楽ダウンロードがインドで人気を失ったため、2013年6月17日に閉鎖された
2014年のBig Billionセールの成功の後、フリップカートは二回目のBig Billionセールを実施した。報道によれば総流通額が3億ドルの取引高を挙げたとされた

### 買収
- 2010年: ソーシャルブック発見ツール「WeRead」[22]
- 2011年: デジタルコンテンツプラットフォーム企業「Mime360」[23]
- 2011年: ボリウッドの最新情報、ニュース、写真、ビデオを提供するニュースサイト「Chakpak.com」。フリップカートはChakpakのデジタルカタログの権利を取得した。このカタログには4万件のフィルモグラフィー、1万本の映画、約5万の評価が含まれている。フリップカートは、元のサイトには関与せずブランド名を使用しないと断言している[24]
- 2012年: フリップカートは電化製品のインドの電子商取引サイト「Letsbuy.com」を推定2500万ドルで買収した[25][26]。Letsbuy.comは閉鎖され、Letsbuyへのすべてのトラフィックはフリップカートに向けられた[27]
- 2014年: Myntra.comを推定3億1000万ドルで買収した[28]
- 2015年: フリップカートはモバイルプラットフォームを強化に関してモバイルマーケティングのスタートアップ「Appiterate」を買収した[29]
- 2016年: フリップカートの傘下のMyntraはライバルのファッションショッピングサイトの「Jabong」を7000万ドルで買収した[30]
- 2016年4月:フリップカートはペイメントのスタートアップ「PhonePe」を買収した[31]
- 2017年1月: フリップカートは育児のソーシャルネットワーク「Tinystep」に200万ドル出資した[32]
- 2017年4月: フリップカートの株の持分と引き換えに、eBayは5億ドルの現金投資を行い、eBayのインド事業(eBay.in)をフリップカートに売却することに同意した。しかし、会社の声明によると、eBay.inは引き続きフリップカートとは別の企業として運営される。
- 2017年7月: フリップカートはスナップディールに対して買収提案をしたが、スナップディールは拒否して単独路線を決定した[33]

### ウォルマートによる買収
2018年5月4日、アメリカの小売チェーンのウォルマートがAmazonとの入札競争に勝利し、フリップカートの過半数の株式を150億ドルで取得すると報じられた。2018年5月9日、ウォルマートは正式に規制当局の承認を得ることを条件として160億ドルでフリップカートの77%の株式を買い取り経営権を取得する意向を発表した。買収提案後、フリップカートの創業者のサチン・バンサルは同社を退社する一方で残りの経営はウォルマートEコマースUSのCEOのマーク・ロアが担うと報じられた。ウォルマート社長のダグ・マクミロンは市場の「魅力」に言及し、同社による買収は「市場内の変化を主導している企業と提携する機会」であると説明した。ウォルマートは2018年末までに買収が完了すると予測した。インドのトレーダーはこの契約が地元の店のオーナーへの脅威になるとみなし同契約に抗議した。
ウォルマートの契約の発表後、eBayは同社が保有するフリップカート株を約11億ドルでフリップカートに売却し独自のインド事業を再設立することを発表した。eBayは「インドの電子商取引の巨大な成長の可能性と多数のプレイヤーがインドの多様な国内市場で成功するための重要な機会が存在する」と述べた。ソフトバンクグループも保有しているフリップカート株20%を全株ウォルマートに売却した(売却条件は非公開)
。

## 事業構造
2014年11月25日の主要メディアの報道によると、フリップカートはシンガポールに登録された企業とインドに登録された企業が9社ある複雑な事業体制で運営されているとの報告があった。2012年にフリップカートの共同設立者達は、「WS Retail」をRajeev Kuchhalが率いる投資家連合に売却した

## 財務
当初、彼らは事業立ち上げのためのウェブサイトの制作に6200ドルを費やした。フリップカートはその後にベンチャーキャピタルのアクセル・インディアから資金を調達し（2009年に100万ドル）、タイガー・グローバルからも調達した（2010年に1000万ドルと2011年6月に2000万ドル）。2012年8月24日、フリップカートはMIH(ナスパーズグループの一部)とイコニック・キャピタルからの1億5000万ドルの第４回目の資金調達ラウンドの完了を発表した。同社は、2013年7月10日に、タイガー・グローバル、ナスパーズ、アクセルパートナーズ、イコニック・キャピタルを含む既存の投資家から2億ドルを追加調達したと発表した
フリップカートの報告書によれば2008年-2009年度(会計年度)の売上高は62万ドルで 2009–2010年度は310万ドル、2010～2011年度は1200万ドルである。2011-2012年度には、インドでのインターネット利用が増加しており、オンラインでの商品購入が一般的になったことでフリップカートの売上高は7800万ドルを超える見込みとなった。フリップカートは、2014年までに売上高が1億6000万ドルに達すると予測していた。フリップカートは1分間に平均約10商品を販売しており、2015年までに収益を7億8000万ドルまで引き上げることを目標としている
2012年11月、フリップカートは、1999年の外国為替管理法のFDI規制違反の疑いがある企業の1つになった

フリップカートは2012年～2013年度に4400万ドルの損失を報告した。2013年の7月にフリップカートはプライベートエクイティの投資家から1億6000万ドルの資金を調達した。
2013年10月、フリップカートはドラゴニア・インベストメントグループ、モルガンスタンレー・ウェルスマネージメント、ソフィーナSA及びVulcan.Incといった新規投資企業と既存投資企業のタイガー・グローバルから1億6000万ドルの追加資金調達をしたと発表した
2014年5月26日、フリップカートはユーリ・ミルナーのDST Global及び既存の投資企業タイガー・グローバル、ナスパーズ、インコニック・キャピタルから2億1000万ドルの資金を調達したと発表した。
2014年7月初旬には、フリップカートが2016年に米国で上場する可能性のために、少なくとも5億ドルを調達する交渉中であったと推測された

2014年7月29日、フリップカートはタイガー・グローバルマネジメントLLC、アクセルパートナーズ、モルガンスタンレー・インベストメントマネージメント及び新規投資家としてシンガポールの政府系ファンド「GIC」から10億ドルの資金調達をしたと発表した。
2014年10月6日、フリップカートは1日限定のイベント「The Big Bilion Day」で10時間で合計100億円相当の商品が販売し、同社は電子商取引の歴史を創造したと主張したが、良質な顧客サービスで苦労して手に入れた同社の評判は技術的問題と商品の入手と価格付けに失望した買い手によるソーシャルメディアにおいての怒りの反応によって傷ついた。同社は午前8時に割引販売を開始してから数時間以内に、携帯電話機50万台、50万の衣服と靴、テレビ2万5000台を販売したと主張している。2014年12月に、別の資金調達で7億ドルを調達した後、フリップカートの企業価値は110億ドルとなった。2015年5月、フリップカートは、既存の投資家の一部から5億5000万ドルを調達した。この取引でフリップカートの企業価値が約150億ドルに上昇した。
2014年12月20日、フリップカートはインドにおける長期戦略的投資のために7億ドルの資金調達を行った後(投資企業の数は50を超えた)でシンガポールに拠点を置く企業の規制当局ACRAに上場するための申請書を提出したと発表した。フリップカートが調達した7億ドルの資金により、Baillie Gifford、Greenoaks Capital、Steadview Capital、T. Rowe Price Associates、Qatar Investment Authorityといった新規投資家を会社の役員に追加した。既存投資企業のDSTグローバル、GIC、イコニック・キャピタル、タイガー・グローバルもこの最新の資金調達に参加した。
7億ドルを調達した後、フリップカートは2015年8月までに12ラウンドにおいて16人の投資企業から合計30億ドルを調達していた
2017年4月10日、フリップカートはテンセント、eBay、Microsoftを含む同社の最新の資金調達ラウンドにおいて116億ドルの新規評価額で14億ドルを確保したと発表した。
2017年8月10日、ソフトバンク・ビジョン・ファンドがフリップカートに約25億ドル出資すると報じられた。

## 規制と訴訟
インド政府は、2016年に議会にフリップカートのオンラインサービスの調査を捜査機関に依頼したことを通知した。2014年8月、執行局は、フリップカートが外国為替管理法に違反していることを発見したと主張した。
2012年11月30日、フリップカートの事務所が捜査機関の捜索を受けた。規制当局によって書類とコンピューターハードドライブが押収された
デリーの高等裁判所はフリップカートを含む電子商取引企業が外国投資規制に違反していると述べた

2016年1月、フリップカートが外国投資の規範に違反していると主張する聴聞会のために公益訴訟が起こった。裁判所は、インドの中央銀行に対し、最新の外国投資政策に関する草案を提出するよう求めた。
2016年1月、産業政策推進局 (DIPP) はオンライン小売事業のマーケットプレイスモデルを認めないことを明確にした
2016年2月、保健家族福祉大臣のJ P NaddaはマハーラシュトラのFDAが正当な免許無く薬を販売したとしてフリップカートなどに対し措置をとったと通知した

## 独占製品の発売

### モトローラ・モビリティ
過去にGoogleが所有し、その後にレノボに売却されたモトローラ・モビリティが2014年2月5日にフリップカートとの独占提携でインドで格安スマートフォン「Moto G」を成功裏に発売した。2014年3月19日にフリップカートはモトローラのAndroidスマートフォン「Moto X」の販売を開始し、2014年5月13日に廉価版の「Moto E」の販売も開始した

### Xiaomi Tech
インドでXiaomi Techが生産する高性能のスマートフォン「Xiaomi Mi3」のフリップカート独占販売の試みは成功し、以降の複数の販売も成功した
2014年9月2日、フリップカートは2014年7月にインドで発売された格安のAndroidスマートフォン「Xiaomi Redmi 1S」のフラッシュセールを行い、数秒以内に4万台が売れ、その後のセールもすぐに売り切れた
Xiaomiはインドでフリップカート独占でRedmi Noteを販売した。2014年12月2日に6秒で5万台が売れた

## 社内製品

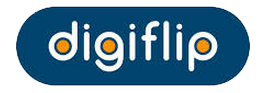
フリップカートの独自の電化製品ブランド「Digiflip」

フリップカートは数ブランドの電化製品などの商品を販売している。
- 2014年7月、フリップカートは独自のタブレットのセット、携帯電話とファブレットを発売した。この一連のタブレット電話の中で最初の製品は「Digiflip Pro XT 712」タブレットだった。
- 2014年7月、フリップカートは「DigiFlip WR001 300 Mbit / s Wireless N Router」という独自のブランド名で最初のネットワークルーターを発売した。
- 2014年9月、フリップカートは家庭用品と個人のヘルスケアの独自ブランド「Citron」を立ち上げた。料理用具や男性用の化粧品など多種多様な商品に「Citron」のラベルが付けられる。

## 批判
2014年9月13日、フリップカートの配達をしていた少年がハイデラバードの家政婦に対してわいせつ行為をしたと主張した。家政婦の雇用主は、この問題に関する正義と、オフラインの配送サービスを安全にするために、フリップカートと闘ってきた
2014年10月6日、フリップカートは1日で10億件の売上を目指すことで、ウェブサイトの人気を高めようとする「Big Billion Day」というプロモーションを開始した。これは、フリップカートが目標を達成したにもかかわらず、消費者、競合他社、提携企業の間で激しい批判や批判を招き、同社の評判を大きく損なった。サーバーの負荷が高く、エラーが発生して多くのユーザーが注文できず顧客の不満を招いた。注文した多くのユーザーは、注文がキャンセルされたという電子メールを受け取った。ほとんどの商品は原価割れで販売されており、フリップカートは反競争的な行為で告発された。主要な競合企業はフリップカート社に対する苦情を商務省に申し立て、原価割れの商品を販売することは国の商取引政策に反すると主張した。同省は、この事件の後、電子商取引に関する新しい取引ルールを策定すると述べた
フリップカートはAirtelユーザー向けにフリップカートのアプリを無料にするAirtel Zeroプラットフォームを使用するとのAirtelとの提携を発表した後、ネット中立性についての批判を受けた。2015年4月14日、フリップカートはAirtel Zeroプラットフォームの使用を取りやめた
フリップカートの販売者は、マーケットポータルで事業を行いながらいくつかの課題に直面しており、そのうちのいくつかはポータルでの事業を終了しなければならなかった。これらの課題の中には、売り手に対する不公平な施策、十分な物流サービスの欠如、純粋に消費者詐欺の結果である顧客への返還などであった

## 賞と認定
- 2016年4月、サチン・バンサルとビニー・バンサルはタイム誌の最も影響力がある100人リストに選ばれた[112]
- 2015年9月、2人の創業者はForbesのインドの長者リストに各自が13億ドルの純資産を保有しているとして86位に登場した[113]
- サチン・バンサルは主要経済紙「Economic Times」の2012年～2013年の最優秀起業家賞を受賞した[114]
- Flipkart.comはCNBC TV 18の 「2012年のインドのビジネスリーダー賞」 (IBLA)で「Young Turk of the Year」として称えられた[115]

## 関連リンク
- 電子商店街